# Crash (gruppo musicale)
I Crash sono un gruppo musicale romano esponente del genere rock progressivo italiano nata dalla fusione di due gruppi: I Vampiri, di Ariccia, e I Sofisti, di Velletri.
Attiva dal 1966, ha collaborato con il compositore Emilio Locurcio nella sua opera rock L'Eliogabalo (1977).
In quello stesso anno viene pubblicato il loro unico 45 giri dal titolo Meditation/Ekstasis (Meditation è prodotta da Rino Gaetano).
I chitarristi Claudio e Fabrizio Falco ed il batterista Mario Achilli suonarono nelle primissime formazioni del Banco del Mutuo Soccorso, il cui tastierista Gianni Nocenzi aveva collaborato proprio con i Crash.
I Crash hanno accompagnato come gruppo il cantautore Rino Gaetano dal 1976 al 1981, anno della sua morte.

## Discografia

### 45 giri
- 1977: Meditation/Ekstasis (Valiant – ZBV 7073)

## Formazione

### 1966
- Claudio Falco (chitarra)
- Fabrizio Falco (basso)
- Massimo Maggiorelli (tastiera)
- Franco Pontecorvi (batteria)

### 1972
- Giorgio Leoni (voce)
- Claudio Falco (chitarra)
- Fabrizio Falco (chitarra)
- Gildo Falco (basso)
- Sandro Cavalieri (tastiere e organo)
- Mario Achilli (batteria)

### 1974
- Giorgio Leoni (voce)
- Claudio falco (chitarra)
- Fabrizio Falco (chitarra)
- Gildo Falco (basso)
- Pino Scannicchio (tastiere e organo)
- Mario Achilli (batteria)